# Loriano Macchiavelli
Loriano Macchiavelli (Vergato, 12 marzo 1934) è uno scrittore, drammaturgo e sceneggiatore italiano, autore di pièces teatrali, racconti e romanzi polizieschi. Nel 1997 ha iniziato una collaborazione letteraria con Francesco Guccini.

## Biografia

### Il periodo teatrale
Macchiavelli ha iniziato la sua attività  creativa nell'ambiente del teatro d'avanguardia bolognese degli anni Sessanta, come organizzatore, autore e attore (del Gruppo Teatrale Viaggiante  e del Teatro San Leonardo nel ventennio 1960-1980). Sue opere teatrali sono state rappresentate da varie compagnie italiane: In caso di calamità, Viva la Patria (1969-1970), Una storia teatrale con prologo tragico e finale comico (1969-1970), Ballate e moti rivoluzionari? (1970-1971), Hanno dato l'assalto al cielo (1971-1972-1973), Voglio dirvi di un popolo che sfida la morte (1973-1974), I pioli di Bach Dang (1973-1974). Suoi testi sono stati segnalati in vari premi teatrali: Una guerra finita male (Premio teatrale Riccione 1963), I dieci a uno (Premio Reggio Emilia città del tricolore, 1964), Solo un lungo silenzio (finalista al premio teatrale Riccione, 1975), Jacopo da Valenza, scolaro (finalista al premio teatrale Riccione, 1978).

### Il passaggio al genere giallo
Dal 1974 Macchiavelli si è dedicato al genere poliziesco e ha pubblicato numerosi romanzi, divenendo uno degli autori italiani più conosciuti e letti. Il passaggio dalle scene teatrali al giallo è raccontato in Ombre sotto i portici, il terzo romanzo della serie di Sarti Antonio del 1976, in cui rappresenta se stesso fra i personaggi indiziati:  
.

### La difesa del giallo italiano
In realtà nel momento in cui nascono i romanzi di Sarti Antonio il giallo italiano non aveva grande credito né presso il pubblico né, soprattutto, presso gli editori, che erano riluttanti a pubblicarlo . "Da allora Macchiavelli ha preso a cuore le sorti del giallo italiano un poco anemico, incavolandosi con chi gli pareva avversarlo e non concedergli abbastanza attenzione" . In questa opera di promozione Loriano Macchiavelli è stato attivissimo, con incontri, dibattiti, convegni, trasmissioni televisive, articoli e interviste. Importante è stato l'impulso all'aggregazione degli scrittori del genere, da cui è stato considerato un caposcuola, con la fondazione di associazioni come il Sigma (Scrittori Italiani del Giallo e del Mistero Associati ) o il "gruppo 13" nel 1990, che raccoglie giovani creativi operanti in area bolognese e comprende, fra gli altri, Carlo Lucarelli, Pino Cacucci e Marcello Fois. Ha fondato con Renzo Cremante la rivista "Delitti di Carta" che si occupa esplicitamente di poliziesco nazionale.

### La serie di Sarti Antonio
Già con il primo romanzo del 1974 nascono alcuni personaggi seriali che verranno riproposti in numerosi romanzi, racconti, riduzioni televisive e fumetti, con frequenti ristampe, raccolte e rielaborazioni. Si tratta di una fra le coppie investigative più originale del giallo italiano, ovvero quella composta da Sarti Antonio, un poliziotto credibile, onesto e tenace, ma non particolarmente dotato nell'arte delle indagini, e Rosas, extraparlamentare di sinistra, eterno studente universitario, una mente analitica degna dei polizieschi classici. La quasi forzata collaborazione fra il sergente e il suo aiutante Rosas, resa vivace dalla dialettica sociale e politica che è sottesa al loro rapporto, fa spesso luce sulle vicende di una umanità dolente e sconfitta. La città di Bologna è sempre personaggio comprimario, il territorio dove si svolgono i fatti non è mai solo uno sfondo, ma spesso la trama prende l'avvio da luoghi e momenti topici della città  .
Come accadde per Sherlock Holmes, il personaggio di Sarti Antonio fu, ad un certo punto, fatto morire dall'autore (in Stop per Sarti Antonio, Cappelli, 1987) ma poi, a furor di popolo, dovette essere riportato in vita arrivando fino a vedere la pandemia di COVID-19 con La stagione del pipistrello (2022). Appartengono al mondo immaginario in cui vive Sarti Antonio anche due personaggi che hanno acquistato autonomia e sono diventati protagonisti di storie indipendenti: Poli Ugo, poliziotto amareggiato che monopolizza l'indagine in L'archivista (Il Giallo Mondadori n. 1717, 1981) e Stecco, il ragazzino detective dei racconti per ragazzi comparso per la prima volta in Il diamante insanguinato (1991).

### Versatilità
Parallelamente al successo della serie maggiore restano sempre vivi in Macchiavelli l'attitudine alla sperimentazione e il desiderio di cambiamento. Nel corso di un'attività che si estende per oltre mezzo secolo si contano quindi numerosi romanzi fuori serie. Fra questi ce ne sono diversi che, come nota Luca Crovi, sono accomunati dalla ricostruzione di un passato più o meno recente. Per esempio La Balla delle scarpe di ferro (1983), ambientato sul finire dell’Ottocento con un delitto nell'ambiente dei facchini bolognesi. Una raccolta di crimini antichi di Bologna è anche Sgumbèi (1998) tradotto da Feder in dialetto bolognese. Poi c'è La rosa e il suo doppio (1987) che l'autore presenta come un seguito del Nome della rosa di Umberto Eco, proponendo soluzioni alternative a quella ufficiale. Un caso a parte è costituito dai tre romanzi firmati con lo pseudonimo di  Jules Quicher, "un esperto di problemi della sicurezza in una famosa multinazionale svizzera", una sorta di provocazione per i lettori sospettati di non prendere molto sul serio gli scrittori italiani. La serie è iniziata con  il caso letterario di Funerale dopo Ustica (Rizzoli, 1989), un best seller che affrontava, con gli strumenti della fiction, un evento drammatico della storia italiana sotto forma di romanzo poliziesco, come sino ad allora nessuno si era mai sentito legittimato a fare. Lo stesso si può dire del successivo Strage (Rizzoli, 1990) uscito nel decimo anniversario della tragedia alla stazione di Bologna e subito ritirato dopo la denuncia di uno degli imputati della strage; e di Un triangolo a quattro lati (Rizzoli, 1992) che ha completato un'ideale innovativa trilogia.

### Il sodalizio con Francesco Guccini
Nel 1997 Macchiavelli ha stretto con il cantautore Francesco Guccini un sodalizio da cui sono nati alcuni polizieschi ambientati nella montagna dell'Appennino bolognese, cara ad entrambi. Ne fanno parte, fra l'altro, due filoni: quello, storico, che ha per protagonista il maresciallo Benedetto Santovito e quello, contemporaneo, incentrato sulla guardia forestale Marco Bernardini detto "Poiana"  . Macaronì. Romanzo di santi e delinquenti, ha vinto il Premio Alassio Centolibri - Un Autore per l'Europa, dopo essere stato nella rosa dei finalisti nel Premio Ennio Flaiano e nel Premio Città di Ostia.

## Televisione e radio
La prima comparizione audiovisiva dei personaggi di Macchiavelli è stata in Sarti Antonio brigadiere, sceneggiato per Rai 2
dal romanzo Passato, presente e chissà, con regia di Pino Passalacqua, sceneggiatura di Pino Passalacqua e Marco Zavattini, protagonista Flavio Bonacci; le quattro puntate sono andate in onda nell'aprile del 1978. 
In seguito un regista teatrale che aveva già lavorato con Macchiavelli in teatro, Guido Ferrarini,  ha curato il soggetto e la sceneggiatura del film L'archivista, girato molto avventurosamente a Bologna nel 1985 e andato in onda su Rai Uno nel settembre del 1988. Il film porta sul piccolo schermo uno dei suoi personaggi letterari più riusciti: Poli Ugo, interpretato da Flavio Bucci. Il film presenta una Bologna attuale e viva, ben lontana dalla solita vecchia iconografia, e anticipa drammaticamente le mutazioni successive della città.
A fine 1987 e primi mesi del 1988 è andata in onda una lettura radiofonica in 13 puntate dei racconti di Macchiavelli, dal titolo I misteri di Bologna. 

Ma la vera fortuna televisiva è arrivata con i telefilm interpretati da Gianni Cavina. Nel 1988 Rai 2 ha prodotto una serie di 13 telefilm, tratta da romanzi e racconti, con regia di Maurizio Rotundi, i cui esterni sono stati girati interamente a Bologna e dintorni. La serie ha per titolo L'ispettore Sarti ed è andata in onda su Rai Due a partire dal 12 febbraio 1991 e replicata nel 1993. È proseguita poi con una seconda stagione (sempre su Rai Due) grazie a una coproduzione italo tedesca (Rai-NDR): si tratta di sei film di un'ora e trenta, andati in onda nell'aprile e maggio del 1994; regista dei film sono Giulio Questi e Marco Serafini (per la puntata "Overdose"), protagonista sempre Gianni Cavina. Caratteristica di entrambe le serie è la libertà che gli sceneggiatori si sono concessi nell'adattare per il piccolo schermo le avventure di Sarti Antonio .

## Accoglienza
Loriano Macchiavelli ha pubblicato e pubblica con i maggiori editori italiani: Garzanti, Rizzoli, Arnoldo Mondadori Editore, Einaudi, Rusconi, Cappelli. Ha collaborato e collabora con numerosi quotidiani e periodici.
Numerosi romanzi sono stati tradotti all'estero: Francia, Germania, Portogallo, Spagna, Ungheria, Cecoslovacchia, Unione Sovietica, Giappone, Romania.

## Opere
Principali fonti delle informazioni.

### Gialli con Sarti Antonio, sergente
Romanzi
- Le piste dell'attentato, Campironi, 1974; Garzanti, 1978; Einaudi, 2004
- Fiori alla memoria, Garzanti, 1975; Einaudi, 2001
- Ombre sotto i portici, Garzanti, 1976; Garzanti-Vallardi, 1979; Einaudi, 2003
- Sui colli all'alba, Garzanti, 1976; Einaudi, 2005
- Passato, presente e chissà, Garzanti, 1978; Einaudi, 2007; Mondadori, 2017
- Cos'è accaduto alla signora perbene?, in Sarti Antonio un questurino e una città, Garzanti-Vallardi, 1979; successivamente Cos'è accaduto alla signora perbene, Einaudi, 2006; Mondadori, 2017
- Sarti Antonio: un diavolo per capello, Il Giallo Mondadori n. 1642, 1980; Einaudi, 2008
- Sarti Antonio: caccia tragica, Il Giallo Mondadori n. 1677, 1981; Garzanti-Vallardi, 1985; Einaudi, 2009
- Sarti Antonio: rapiti si nasce, scritto 1979-1980; in Sarti Antonio un diavolo per capello, Garzanti-Vallardi, 1985; Einaudi, 2014
- L'archivista, Il Giallo Mondadori n. 1717, 1981; Einaudi, 2016
- Sarti Antonio e l'amico americano, Garzanti-Vallardi, 1983; Einaudi, 2022
- Sarti Antonio e il malato immaginario, in 2000 incontri, 1987-1988; Cappelli, 1988
- Stop per Sarti Antonio, Cappelli, 1987
- Coscienza sporca, Mondadori, 1995
- I sotterranei di Bologna, Mondadori 2002; Il Giallo Mondadori n. 2816, 2003; Einaudi, 2023
- Sarti Antonio e l'assassino, scritto con Sandro Toni, Mondadori, 2004
- Delitti di gente qualunque, Mondadori, 2009
- L'ironia della scimmia, Mondadori, 2012
- Uno sterminio di stelle, Mondadori, 2017
- Delitti senza castigo, Einaudi, 2019
- La stagione del pipistrello, Mondadori, 2022

Racconti e romanzi brevi
- Fra gente perbene, in Buon sangue italiano, Rusconi, 1977
- Conversazioni perimetrali di Sarti Antonio, in Sarti Antonio un questurino e una città, Garzanti-Vallardi, 1979
- Storia breve e molto semplice, da una storia lunga e più complessa, in La Lettura, XLVII, 7, luglio 1980  
 rielaborazione di una parte del racconto Conversazioni perimetrali di Sarti Antonio
- Se non puoi frustare l'asino..., in Paese Sera, 9 agosto 1982
- Se d'estate si spara è colpa di Nicolini, in Paese Sera, 17 agosto 1982
- Il mistero della ragazza svanita a Porta San Vitale, in Il Resto del Carlino, 9 luglio 1983
- L'assurdo omicidio di uno studente modello, in Il Resto del Carlino, 16 luglio 1983
- Misteriosa scomparsa dell'imbianchino buono, in Il Resto del Carlino, 30 luglio 1983
- Un'epatite occasionale, in Il Resto del Carlino, 29 luglio 1984
- La mamma e le manette, in Il Resto del Carlino, 5 agosto 1984
- Dimenticare Riccione? Mai, portiamoci anche la cara estinta, in l'Unità, Emilia-Romagna, 6 - 10 agosto 1985
- Girando attorno alla P 38, in L'altra letteratura, settembre 1985  
 rielaborazione di una parte del racconto Conversazioni perimetrali di Sarti Antonio
- Una lama tra le nuvole, in Il Messaggero, 21 giugno - 23 agosto 1986, 14 settembre 1986
- Una notte al Grand Hotel, in l'Unità, Emilia-Romagna, 15 - 20 luglio 1986
- La colpa non è sempre del diavolo, in l'Unità, Emilia-Romagna, 29 luglio - 3 agosto 1986
- Un affare in alto mare, in l'Unità, Emilia-Romagna, 12 - 17 agosto 1986
- Com'è facile dire "ti amo", in l'Unità, Emilia-Romagna, 19 - 24 agosto 1986
- Da maggio a marzo, in Paese sera, 27 luglio 1988
- A scuola col killer, in Un poliziotto una città, Rizzoli, 1991
- Corsia gialla, in Un poliziotto una città, Rizzoli, 1991
- I quarantasette colpi, in Un poliziotto una città, Rizzoli, 1991
- Il "diamante" insanguinato, in Corriere dello Sport - Stadio, 30 giugno - 13 luglio 1991
- Una partita fuori casa, in “Corriere dello Sport - Stadio”, 9 - 23 agosto 1991
- La Ghironda dagli occhi azzurri, in Sarti Antonio un poliziotto una città, Mondadori, 1994
- Il patto, in Sarti Antonio un poliziotto una città, Mondadori, 1994
- Overdose, in Sarti Antonio un poliziotto una città, Mondadori, 1994
- Operazione Esse, in Donna Moderna, 25 agosto 1994
- Sarti Antonio e il "diamante" insanguinato, Sonda, 1994  
 rielaborazione del racconto  Il "diamante" insanguinato
- Sarti Antonio e la ballata per chitarra e coltello, Sonda, 1994  
 rielaborazione di una delle storie contenute in Rapiti si nasce
- Sarti Antonio e il mistero cinese, Sonda, 1994
- Il fascino del poliziesco, in Estate Gialla 1995, 2 maggio 1995
- Sarti Antonio: tesi pericolosa, in Il Giallo Mondadori, 10 dicembre 1995  
 rielaborazione del racconto L'assurdo omicidio di uno studente modello
- Hanno ucciso Oreste del Buono, in Delitto per iscritto, Palumbo, 1997  
 scritto nel 1982 per "TV Sorrisi e Canzoni"  che però ne aveva pubblicato una versione pesantemente  rimaneggiata col titolo L'assassino è al telefono  [20]
- La via dell'Inferno, in Bologna fra storia e fantasia, Clueb, 2001
- Cosa ti ha portato la Befana? Un cazzo!, in Epifania di sangue, Todaro, 2001
- Il Castagno Regina, in Lo spirito e altri briganti, Mondadori, 2002
- Una bionda di troppo per Sarti Antonio, Libreria dell'Orso, 2003  
 rielaborazione di una parte del racconto Conversazioni perimetrali di Sarti Antonio
- Pellicano che vangava gli orti, in Giallo Natale, Mondolibri, 2004
- Un caffè di troppo per Sarti Antonio, in Caffè Killer, Morganti, 2006
- Di nero si muore, in Arrivederci & Amen, Aliberti, 2006
- Grida bestemmie e lamenti, in Sarti Antonio. Di nero si muore, Mondadori, 2008   
 rielaborazione di alcuni capitoli di Sgumbéi
- Il confine del crimine, in Crimini italiani, Einaudi, 2008
- Il cerchio di gesso, in 8 indagini ritrovate per Sarti Antonio, SEM, 2021  
 rielaborazione del racconto Da maggio a marzo in Black exit '68, 22 nouvelles sur mai, la Brèche-Pec, 1988
- Io sono un illegale, in 8 indagini ritrovate per Sarti Antonio, SEM, 2021
- Sarti Antonio. Come cavare un ragno dal buco, in 8 indagini ritrovate per Sarti Antonio, SEM, 2021  
 prima edizione parziale Leonardo Publishing, 2010
- Sarti Antonio e la nonna in barca, in Italia odia. Dieci volti del noir italiano, Mondadori, 2000
- Da marzo al Duemila, racconto, in Capodanno nero, Todaro, 2000

Graphic novel
- Le piste dell'attentato, con illustrazioni di Gianni Materazzo, Flaccovio, 2005
- Sarti Antonio e il malato immaginario, con illustrazioni di Magnus, Flaccovio, 2006
- Sarti Antonio. Come cavare un ragno dal buco, con illustrazioni di Otto Gabos, Leonardo, 2010

Raccolte
- Sarti Antonio un questurino e una città, Garzanti-Vallardi, 1979  
 contiene Conversazioni perimetrali di Sarti Antonio, Fiori alla memoria, Ombre sotto i portici, Sui colli all'alba, Cos'è accaduto alla signora perbene?
- Sarti Antonio un diavolo per capello, Garzanti-Vallardi, 1985  
 contiene Un diavolo per capello, Caccia tragica, Rapiti si nasce
- Un poliziotto una città, Rizzoli, 1991  
 contiene A scuola col killer, Un affare in alto mare, Corsia gialla, Com'è facile dire ti amo, I quarantasette colpi
- Sarti Antonio un poliziotto una città, Mondadori, 1994  
 contiene Il patto, Overdose, La Ghironda dagli occhi azzurri
- Replay per Sarti Antonio, Mondadori, 1996  
 contiene Le piste dell'attentato, Fiori alla memoria e Ombre sotto i portici
- Sarti Antonio fra gente perbene, Mondadori, 2005  
 contiene Fra gente perbene, Storia breve e molto semplice, da una storia lunga e più complessa, Se non puoi frustare l'asino, Se d’estate si spara è colpa di Nicolini, Il mistero della ragazza svanita a Porta San Vitale, L'assurdo omicidio di uno studente modello, Misteriosa scomparsa dell’imbianchino buono, Un'epatite occasionale, La mamma e le manette, Dimenticare Riccione? Mai, portiamoci anche la cara estinta, Girando attorno alla P 38, Una lama tra le nuvole, Una notte al Grand Hotel, La colpa non è sempre del diavolo, Un affare in alto mare, Com'è facile dire ti amo, Da maggio a marzo
- Sarti Antonio e i 47 colpi, Mondadori, 2006  
 contiene A scuola col killer, Corsia gialla, I quarantasette colpi, Il “diamante” insanguinato, Una partita fuori casa
- Sarti Antonio e la via dell'inferno, Mondadori, 2007  
 contiene La Ghironda dagli occhi azzurri, Operazione Esse, Hanno ucciso Oreste del Buono, La via dell’inferno, Cosa ti ha fatto la Befana? Un cazzo!
- Sarti Antonio. Di nero si muore, Mondadori, 2008  
 contiene Il Castagno Regina, Una bionda di troppo per Sarti Antonio, Pellicano che vangava gli orti, Un caffè di troppo per Sarti Antonio, Di nero si muore, Grida bestemmie e lamenti
- Trilogia di Sarti Antonio, Einaudi, 2009  
 contiene Le piste dell'attentato, Fiori alla memoria e Ombre sotto i portici
- 33 indagini per Sarti Antonio, SEM, 2020  
 contiene Fra gente perbene, Storia breve e molto semplice, da una storia lunga e più complessa, Se non puoi frustare l'asino..., Se d'estate si spara è colpa di Nicolini, Il mistero della ragazza svanita a Porta San Vitale, L'assurdo omicidio di uno studente modello, Misteriosa scomparsa dell'imbianchino buono, Un'epatite occasionale, La mamma e le manette, Dimenticare Riccione? Mai, portiamoci anche la cara estinta, Girando attorno alla P 38, Una lama tra le nuvole, Una notte al Grand Hotel, La colpa non è sempre del diavolo, Un affare in alto mare, Com'è facile dire "ti amo", Da maggio a marzo, A scuola col killer, Corsia gialla, I quarantasette colpi, Il "diamante" insanguinato, Una partita fuori casa, La Ghironda dagli occhi azzurri, Operazione Esse, Hanno ucciso Oreste del Buono, La via dell'Inferno, Cosa ti ha portato la Befana? Un cazzo!, Il Castagno Regina, Una bionda di troppo per Sarti Antonio, Pellicano che vangava gli orti, Un caffè di troppo per Sarti Antonio, Di nero si muore e Grida bestemmie e lamenti
- 8 indagini ritrovate per Sarti Antonio, SEM, 2021  
 contiene Sarti Antonio e la ballata per chitarra e coltello, Sarti Antonio e il mistero cinese, Il fascino del poliziesco, Sarti Antonio: tesi pericolosa, Il cerchio di gesso, Il confine del crimine, Io sono un illegale e Sarti Antonio. Come cavare un ragno dal buco

### Gialli con Benedetto Santovito
Gialli scritti in collaborazione con Francesco Guccini.
Romanzi
- Macaronì, Mondadori, 1997
- Un disco dei Platters, Mondadori, 1998; Giunti, 2021
- Questo sangue che impasta la terra, Mondadori, 2001
- Lo Spirito e altri briganti, Mondadori 2002
- Tango e gli altri, Mondadori, 2007

Racconti
- Questo incanto non costa niente, in Stesso sangue, Einaudi, 2016

Raccolte
- Appennino di sangue, Mondadori, 2011  
 contiene Macaronì, Un disco dei Platters e Questo sangue che impasta la terra

### Gialli con Marco “Poiana” Gherardini
Gialli scritti in collaborazione con Francesco Guccini.
Romanzi
- Malastagione, Mondadori, 2011
- La pioggia fa sul serio, Mondadori 2014
- Tempo da elfi, Giunti, 2017

Racconti
- Come sparti fiori, in Giallo panettone, Mondadori, 2012

### Altre opere singole
- Sequenze di memoria, romanzo, Garzanti, 1976; Edizioni Ambiente, 2008; Einaudi, 2011
- La strage dei centauri, romanzo, Garzanti-Vallardi, 1981
- La Balla dalle scarpe di ferro, romanzo, Rizzoli, 1983; Diabasis, 2000; Einaudi, 2024
- La rosa e il suo doppio, romanzo, Cappelli, 1987
- Funerale dopo Ustica, romanzo scritto con lo pseudonimo di Jules Quicher, Rizzoli, 1989; SEM, 2022
- Strage, romanzo scritto con lo pseudonimo di Jules Quicher, Rizzoli, 1990; Einaudi, 2010
- Un triangolo a quattro lati, romanzo, Rizzoli, 1992; Mondadori, 2016
- Partita con il ladro, libro per l’infanzia con illustrazioni di Gianni Peg, Sonda, 1992; Editrice Piccoli, 1995
- Sospiri, lamenti, ali di pipistrello, libro per l’infanzia con illustrazioni di Gianluca Rondoni, Sonda, 1994
- Operagialla. Giallo per attori e cantanti, testo teatrale, Gallo & Calzati, 2004
- L'uomo con la vestaglia, graphic novel con illustrazioni di Sergio Ponchione, in Cattivi soggetti. Il noir italiano a fumetti, Bur, 2010
- Sgumbéi. Le porte della città nascosta, romanzo, Mondadori, 1998  
 è stata pubblicata anche la versione in bolognese, Ṡgunbéi. I segrêt dla zitè, Pendragon, 2011
- Via Crudes. Romanzo impossibile in tredici stazioni, romanzo, Perdisa Pop, 2008[21]
- E a chi resta, arrivederci. Racconti e monologhi per Leucò, romanzo scritto con Sabina Macchiavelli, Einaudi, 2013
- Di ferro e di fuoco. Storia di un eroe invisibile, testo teatrale scritto con Salvatore Alongi e Mauro Maggiorani, Minerva, 2015
- Un velo grigiomorte. Via Rivareno 27/2, testo teatrale con illustrazioni di Marco Castellucci, Abao Aqu, 2016
- Noi che gridammo al vento, romanzo, Einaudi, 2016
- La bambina del lago, scritto con Sabina Macchiavelli, romanzo, Mondadori, 2019
- Che cosa sa Minosse, scritto con Francesco Guccini, romanzo, Giunti, 2020
- I fantasmi si vestono nudi, romanzo, Solferino, 2023

### Altri racconti singoli
- Una sera in via dell'Inferno, racconto, in I delitti del Gruppo 13. Antologia illustrata dei giallisti bolognesi, Metrolibri, 1991
- Sodio azide, racconto, con il racconto A.S. di Giorgio Cremonini, Stampa alternativa/Nuovi equilibri, 1994
- Un regalo di Natale, racconto, in Delitti sotto l'albero, Todaro, 1999
- Il segreto di Tilse ovvero Sogno, racconto, in L'assassino è il chitarrista, Puntozero, 2001
- Tre passi e amen, racconto, in Innamorati da morire, Todaro, 2002
- Tutti quei misteri nella penombra dei portici, racconto, in Dal grande fiume al mare. Trenta scrittori raccontano l'Emilia-Romagna, Pendragon, 2003
- Qualcuno di troppo in famiglia, racconto, in Lama e trama. Storie noir in punta di coltello, Zona, 2004; in Anime nere, Mondadori, 1997; in Nessuna più. Quaranta scrittori contro il femminicidio, Elliot, 2013)
- Oratorio funebre per l’assassinio del Cinno con tre voci recitanti e un morto, racconto, in Fez, struzzi & manganelli. I migliori giallisti italiani raccontano il ventennio fascista, Sonzogno, 2005
- Monologo a tre voci. Un racconto improbabile, racconto, in Giallo sole. Sedici grandi autori raccontano un'estate da brividi, Mondolibri, 2005
- Un tipo tranquillo, racconto, in Le ombre della città, Perdisa, 2007
- Un brutto modo di diventare grande, racconto scritto con Francesco Guccini, racconto, in La rossa primavera, Nuova Iniziativa Editoriale, 2007; Edizioni Clandestine, 2008
- Il confine del crimine, racconto, in Crimini italiani, Einaudi, 2008
- La botte di Berenice e il tragno di Manganello, racconto, in Il gusto del delitto, Leonardo Publishing, 2008
- Non feci parola ad alcuno, racconto, in Crimini d'establishment, Micromega, 2011
- La tragica fine di un uomo improbabile. O quasi, racconto, in Serial Chillers. 25 incensurati in cerca d'autore, Maglio, 2012

## Teatro
Principali fonti delle informazioni.
- Etasumazione (1959)
- Cesare, Elia ed Esaù (1960)
- Il minatore (1960)
- L'amico spazzino (1960)
- Sette righe da scrivere (1960)
- Un piedistallo (1960)
- Figure nitide e figure sfuocate (1961)
- Sabbia di fiume (1962)
- Una guerra finita male (1963)
- I dieci a uno (1964)
- Una tenda rossa (1964)
- Il gioco dei bussolotti (1964)
- Il mestiere del mercenario (1965)
- Vittorio Amedeo II (1965)
- I loculanti (1966)
- Sono negro (1966)
- Oga magoga (1967)
- Mi chiedo come finirà (1967)
- Il giorno del risveglio (anche In caso di calamità, viva l'Italia!) (1968)
- Una storia teatrale con prologo tragico e finale comico (1969)

- Ballate e moti rivoluzionari (1970)
- La Comune decreta (anche Hanno dato l’assalto al cielo) (1971)
- AL Fatah: la conquista (anche Voglio dirvi di un popolo che sfida la morte) (1972)
- Emarginazione, segregazione, rivoluzione (1972)
- La regola del B52 (anche I pioli di Bach Dang) (1973)
- La cariôla ovvero Storie di piazza (1973)
- Sul monumento cresco ortiche (1974)
- Solo un lungo silenzio (1975)
- E quinto venne il più colto (1977)
- Iacopo da Valenza, scolaro (1978)
- Il serpentone (1979)
- Maria Guadalupe (ancheCinema Urrah!) (1979)
- Aspettando Altman (1995)
- Senza attori in scena ovvero Sinfonia per sala di registrazione, ronda militare e pantere (1998)
- Minidialogo pseudo cartesiano sulla libertà di stampa (La Repubblica, 14 ott 2000)
- Il segreto di Tilse ovvero Sogno (2001)
- Operagialla (2002)
- Cuando à cobra fumou (2010)

## Premi Letterari
- Nel 1974 vince il Premio Gran Giallo Città di Cattolica con il romanzo Fiori alla memoria.
- Nel 1980 vince il Premio Tedeschi con il romanzo Sarti Antonio, un diavolo per capello.
- Nel 1992 vince il Premio di letteratura per l'infanzia con il romanzo Partita con il ladro.
- Nel 1997 vince il Premio Alassio Centolibri - Un Autore per l'Europa con il romanzo Macaronì scritto con Francesco Guccini.
- Nel 1998 vince il Premio Fedeli - Police film festival con il romanzo Macaronì scritto con Francesco Guccini.
- Nel 2003 vince il Premio Lama e trama alla carriera.
- Nel 2005 vince la IX edizione del Premio letterario Franco Fedeli.
- nel 2007 vince il Premio Scerbanenco con il romanzo Tango e gli altri - romanzo di una raffica, anzi, tre scritto con Francesco Guccini.
- Nel 2007 vince il Fedeli - Policefilm festival con il romanzo Tango e gli altri, scritto con Francesco Guccini.
- Nel 2011 gli viene assegnato, assieme a Francesco Guccini, il Premio letterario Nazionale città di Vigevano alla carriera, in memoria di Lucio Mastronardi.
- Nel 2011 gli viene assegnato il Memorial Santini - Serravalle noir